# Mors dag (film fra 2012)
|  | Denne artikel er oprettet af botten Steenthbot ud fra en ekstern database. Den kan derfor have sproglige fejl eller mangler. Denne skabelon kan fjernes efter kontrol af indholdet. |

 For alternative betydninger, se Mors dag (flertydig). (Se også artikler, som begynder med Mors dag)
Mors dag er en dansk kortfilm fra 2012 instrueret af Jonas Kvist Jensen og efter manuskript af Ruben Greis.

## Handling
En enlig mor må kæmpe sig igennem en verden befolket af levende døde for at redde sin datter.

## Medvirkende
- Maja Muhlack, Mette
- Christiane Therkelsen, Fie
- Jan Tjerrild, Peter
- Christian Gudbjart, Bilisten
- Thomas Biehl, Far